# Clero regolare
Il clero regolare è composto da religiosi ordinati, che seguono la regola dei loro fondatori (ad esempio i monaci). Si distingue, quindi, dal clero secolare, detto anche clero diocesano, composto da quei vescovi, presbiteri e diaconi che non sono vincolati da una "regola monastica" e che, quindi, vivono nel "secolo", ovvero nel mondo civile (dal latino saeculum, -i sn: secolo, generazione, stirpe, epoca, tempo, qui intesi nella loro accezione mondana, nella loro dimensione legata ai beni materiali).

## Voti
Il clero regolare pronuncia i voti che normalmente sono tre:
- Povertà
- Castità
- Obbedienza

In epoche in cui per assicurare una decorosa condizione di vita del clero, era necessaria per l'ordinazione sacerdotale l'attribuzione di una prebenda, per il clero regolare il votum paupertatis faceva luogo alla prebenda.
Per quello che riguarda il votum castitatis si deve rilevare che nella chiesa ortodossa e in quella cattolica di rito orientale, l'ordinazione sacerdotale può essere attribuita anche a persone sposate, il cui matrimonio continua ad essere valido. La maggior differenza tra clero regolare e clero secolare in quelle chiese è appunto che il secondo è di regola sposato ed il primo no.
Per quanto riguarda il votum obedientiae il clero regolare dipende dal proprio superiore religioso, il clero secolare dal proprio vescovo.

## Vita in comune
Normalmente il clero regolare vive in monasteri o conventi, il clero secolare in abitazioni proprie  o delle parrocchie di cui hanno la cura d'anime. In alcune epoche la stima goduta dagli appartenenti al clero regolare, ha fatto sì che, specialmente per iniziativa vescovile, anche il clero secolare abbia iniziato una vita comune, dando origine ai  canonici regolari che hanno finito per adottare la regola agostiniana più o meno modificata.